# Sirkka Hämäläinen
Sirkka Aune-Marjatta Hämäläinen (née le 8 mai 1939 à Riihimäki) est une économiste finlandaise, membre du comité exécutif de la Banque centrale européenne de 1998 à 2003. Elle a précédemment été gouverneure de la Banque de Finlande de 1992 à 1998. Hämäläinen est la première femme à occuper l'un et l'autre de ces postes.

## Famille et éducation
Hämäläinen nait le 8 mai 1939 à Riihimäki, elle est la fille de Martti Oskari Hinkkala, agriculteur, et Impi Aune Nikander, professeure d'économie domestique. Elle est diplômée du lycée de Karkkila en 1957 et étudie ensuite à l'Université Aalto, où elle obtient un BS en 1961 et un M.Sc. en 1964. Elle poursuit ses études dans la même alma mater et y obtient une licence en 1979 et son doctorat en 1981.

## Carrière
Sirkka Hämäläinen commence sa carrière en 1961 en tant qu'assistante de recherche à l'Institut de recherche économique de la Banque de Finlande. Elle est ensuite promue économiste et occupe ce poste jusqu'en 1972 ; elle devient alors chef du département de l'économie nationale. De 1981 à 1982, Hämäläinen est chef du département du ministère des Finances et de 1982 à 1991, directrice à la Banque de Finlande. En 1992, elle est nommée gouverneure de la banque centrale : elle est la première femme à occuper ce poste. Hämäläinen démissionne de la Banque de Finlande lorsqu'elle est nommée au Comité exécutif de la Banque centrale européenne ; elle est également la première femme à occuper ce poste, qu'elle conserve de 1998 à 2003.

## Vie privée
De 1961 à 1995, Sirkka Hämäläinen est mariée au lieutenant-colonel Arvo Alpo Ossian. Ensemble, ils ont deux enfants, Salla Johanna (née en 1964) et Jonni Tero (née en 1969). En 1999, elle épouse Bo Erik Johan Lindfors.